# بايرون هالستيد
بايرون ديفيد هالستيد (بالإنجليزية: Byron Halsted)‏ عالم نبات،  وأخصائي أمراض نباتات أمريكي،  ولد في نيويورك في 7 يونيو 1852 وتوفي في 28 أغسطس 1918).
درس في جامعة ولاية ميشيغان وجامعة هارفارد، وحصل على دكتوراه في العلوم سنة 1879. 
في سنة 1885، بدأ تدريس علم النبات في ولاية آيوا ثم انتقل سنة 1889 إلى روتجرز في نيو جيرسي.
بالإضافة إلى كتاباته في علم الأحياء والزراعة، اشتهر هالستد بكتابه Barn Plans and Outbuildings الذي نشرته شركة أورانج جود، في نيويورك سنة 1894.
اختصار المؤلف المعياري هالست (بالإنجليزية: Halst)‏. يستخدم للإشارة إلى هذا الشخص كمؤلف عند الاستشهاد باسم نباتي.

## روابط خارجية
- أعمال أو نبذة عن بايرون هالستيد على أرشيف الإنترنت